# UNIT
UNIT (UNified Intelligence Taskforce, wcześniej United Nations Intelligence Taskforce; pol. Zjednoczona jednostka wywiadowcza do zadań specjalnych, wcześniej Jednostka wywiadowcza Narodów Zjednoczonych do zadań specjalnych) – fikcyjna organizacja militarna, związana z brytyjskim serialem science-fiction pt. Doktor Who oraz jego spin-offami – Przygody Sary Jane oraz Torchwood. Organizacja ta działa pod opieką Organizacji Narodów Zjednoczonych, a jej głównym celem jest badanie nadprzyrodzonych zjawisk oraz ochrona Ziemi przed pozaziemskimi zagrożeniami. Motto organizacji brzmi: Jakiekolwiek zagrożenie. Gdziekolwiek. Ochrona ludzkości bez względu na to jak daleko będziemy musieli się posunąć.
W serialu Doktor Who kilkoro członków personelu organizacji, m.in. Brygadier Lethbridge-Stewart, Sara Jane Smith, Jo Grant oraz dr Martha Jones, odgrywało istotną rolę w serialu, stało się bliskimi współpracownikami Doktora czy też towarzyszyło mu w jego podróżach przez czas i przestrzeń.
Po wznowieniu serialu w 2005 roku producent wykonawczy Russell T. Davies ogłosił, że ONZ nie chce być kojarzona z tą fikcyjną organizacją, więc dotychczasowe rozwinięcie akronimu nie mogło być dłużej używane, choć sam skrótowiec mógł się pojawiać tak długo jak nie podawano pełnej nazwy organizacji. W 2008 roku ogłoszono zmianę nazwy organizacji na UNified Intelligence Taskforce. Na ekranie, nowa nazwa po raz pierwszy została wspomniana w odcinku Manewr sontariański.

## Historia
Powstanie tej organizacji sięga wydarzeń przedstawionych w historiach drugiego Doktora The Web of Fear a także siódmego Doktora Remembrance of the Daleks.
W następstwie tych wydarzeń, świeżo powstała organizacja musiała zmierzyć się z inwazją Cybermenów w odcinku The Invasion (1968). 
Od odcinka Spearhead from Space (1970), nowo zregenerowany trzeci Doktor wygnany przez swoich pobratymców na Ziemię, również staje się członkiem tej organizacji, pracując dla niej jako doradca naukowy, broniąc Ziemię przed zagrożeniami z kosmosu. Do dyspozycji miał pomoc dr Liz Shaw i później Jo Grant, które zostały mu przydzielone przez UNIT jako asystentki.
UNIT pojawiał się w odcinkach regularnie przez trzy kolejne sezony, lecz gdy wygnanie Doktora zakończyło się, jego związek z UNITem znacznie się rozluźnił, by ostatecznie zniknąć na lata po kolejnej regeneracji Doktora. Przez wiele lat ostatnim odcinkiem w którym pojawia się organizacja jest historia The Seeds of Doom (1976). Jednakże organizacja istnieje dalej, badając i walcząc z kolejnymi inwazjami. Ostatnim odcinkiem w którym pojawia się UNIT w klasycznym okresie serialu, jest historia Battlefield (1989), z ery siódmego Doktora.
Po przywróceniu serialu na ekrany UNIT był wspomniany już w odcinkach serii z 2005 roku, pt. Kosmici z Londynu oraz Trzecia Wojna Światowa, kiedy to organizacja wysłała delegację złożoną z ekspertów na 10 Downing Street. UNIT pojawia się ponownie w odcinku specjalnym Świąteczna Inwazja i w kilku innych. Ponadto członkowie tej organizacji pojawiają się również w spin-offach Doktora Who – Torchwood i Przygody Sary Jane.
Od odcinka Potęga trójki (2012), UNIT okazuje się być przeorganizowany Kate Stewart, córkę Brygadiera, która stała się szefową tej organizacji.
W odcinku Resolution z 2019 roku trzynasta Doktor próbuje dodzwonić się do Kate Stewart, by uzyskać pomoc, ale odkrywa, że działalność organizacji została zawieszona ze względu na spory na polu finansowania, a numer przekierowuje do zewnętrznego call center.
W 2020 roku w odcinku Wszechświat to za mało okazuje się, że zarówno U.N.I.T. oraz Torchwood przestały istnieć.

## Członkowie
Już drugie wcielenie Doktora miał styczności z UNIT-em, jednak mimo wszystko to Trzeci Doktor jest najbardziej utożsamiany z organizacją. Trzeci Doktor właśnie dzięki UNIT-u poznał dwie swoje towarzyszki – Liz Shaw i Jo Grant. Sara Jane Smith, ostatnia towarzyszka trzeciego wcielenia Doktora, również była członkinią UNIT-u, dzięki Doktorowi. Doktor podczas swojego uczestnictwa w organizacji poznał wielu jego członków, w tym m.in. Brigadiera Lethbridge-Stewart, Mike Yatersa czy Sergeant Benton, których nieoficjalnie uważa się za towarzyszy Doktora. Po regeneracji w UNIT-cie Doktor poznał swojego kolejnego towarzysza – Harry’ego Sullivana, lecz to był ostatni towarzysz Doktora, który należał do UNIT-u w klasycznej wersji Doktora Who. W nowej wersji serialu uczestnictwem w UNIT-cie wyróżniał się Dziesiąty Doktor, a jedynym towarzyszem, który należał do organizacji była Martha Jones. Do UNIT-u należała też córka generała brygady Lethbridge-Stewarta, Kate Stewart.

## Historie, w których UNIT jest ukazany
| Rok       | Sezon     | Historia                                 |
| --------- | --------- | ---------------------------------------- |
| 1968      | 5         | The Web of Fear                          |
| 1968      | 6         | The Invasion                             |
| 1970      | 7         | Spearhead from Space                     |
| 1970      | 7         | Doctor Who and the Silurians             |
| 1970      | 7         | The Ambassadors of Death                 |
| 1970      | 7         | Inferno                                  |
| 1971      | 8         | The Ambassadors of Death                 |
| 1971      | 8         | The Mind of Evil                         |
| 1971      | 8         | The Claws of Axos                        |
| 1971      | 8         | Colony in Space                          |
| 1971      | 8         | The Dæmons                               |
| 1972      | 9         | Day of the Daleks                        |
| 1972      | 9         | The Mutants                              |
| 1972      | 9         | The Time Monster                         |
| 1972-1973 | 10        | The Three Doctors                        |
| 1973      | 10        | The Green Death                          |
| 1973-1974 | 11        | The Time Warrior                         |
| 1974      | 11        | Invasion of the Dinosaurs                |
| 1974      | 11        | Planet of the Spiders                    |
| 1974-1975 | 12        | Robot                                    |
| 1975      | 13        | Terror of the Zygons                     |
| 1975      | 13        | The Android Invasion                     |
| 1976      | 13        | The Seeds of Doom                        |
| 1983      | 20        | Mawdryn Undead                           |
| 1983      | Specjalne | The Five Doctors                         |
| 1989      | 26        | Battlefield                              |
| 1993      | Specjalne | Dimensions in Time                       |
| 2005      | 1         | Kosmici z Londynu Trzecia Wojna Światowa |
| 2005      | Specjalne | Świąteczna inwazja                       |
| 2007      | 3         | Odgłos bębnów Ostatni z Władców Czasu    |
| 2008      | 4         | Manewr Sontariański Zatrute niebo        |
| 2008      | 4         | Skręć w lewo                             |
| 2008      | 4         | Skradziona Ziemia Koniec podróży         |
| 2009      | Specjalne | Planeta umarłych                         |
| 2009-2010 | Specjalne | Do końca Wszechświata                    |
| 2012      | 7         | Potęga trójki                            |
| 2013      | 7         | Dzwony Świętego Jana                     |
| 2013      | Specjalne | Dzień Dokora                             |
| 2014      | 8         | Śmierć w niebie                          |
| 2015      | 9         | The Magician's Apprentice                |
| 2015      | 9         | The Zygon Invasion The Zygon Inversion   |
| 2016      | Specjalne | Powrót Doktora Mysterio                  |
| 2021      | 13        | Ci, którzy przetrwali                    |

1. 1 2 3  W historiach The Web of Fear, Mawdryn Undead i Dimensions in Time nie jest ukazany UNIT, ale osoby, które należały lub będą należeć do organizacji
2. 1 2 3 4 5 6 7 8 9  Wątek mówiący o UNIT-cie jest odstawiony na bok

### Przygody Sary Jane
| Rok  | Sezon | Oryginalny tytuł odcinka | Polski tytuł odcinka |
| ---- | ----- | ------------------------ | -------------------- |
| 2008 | 2     | Enemy of the Bane        | Wróg Bane’ów         |
| 2010 | 4     | Death of the Doctor      | Śmierć Doktora       |

### Torchwood
| Rok  | Sezon           | Oryginalny tytuł odcinka | Polski tytuł odcinka |
| ---- | --------------- | ------------------------ | -------------------- |
| 2008 | 2               | Fragments                | –                    |
| 2009 | 3: Dzieci Ziemi | Day One                  | Dzień pierwszy       |
| 2009 | 3: Dzieci Ziemi | Day Two                  | Dzień drugi          |
| 2009 | 3: Dzieci Ziemi | Day Three                | Dzień trzeci         |
| 2009 | 3: Dzieci Ziemi | Day Four                 | Dzień czwarty        |
| 2009 | 3: Dzieci Ziemi | Day Five                 | Dzień piąty          |